# Luigi Salsi
Luigi Salsi (Napoli, 26 maggio 1889 – Napoli, 2 aprile 1933) è stato un ingegnere, dirigente sportivo e editore italiano.
Figlio di Amadio Salsi e di Maria Teresa Manfellotto, mecenate e promotore sportivo italiano, fu attivo a Napoli, tra la fine dell’Ottocento ed i primi decenni del Novecento. Sposò l’attrice Fulvia Musette, chanteuse nota al grande pubblico per aver interpretato per E.A.Mario il brano “Santa Lucia Lontana”, da cui ebbe quattro figli: Teresa, Mariavittoria, Auruora ed Amadio.
Sebbene avesse collaborato alle attività del padre, prendendo parte alle attività edili del Risanamento di Napoli, si mostrò sempre interessato alle attività sportive. Luigi Salsi è ricordato per il suo contributo alla vita culturale, sportiva e imprenditoriale della città. 
Erede di un vasto patrimonio immobiliare, fu proprietario e finanziatore di teatri cittadini come il Teatro Trianon ed il Cinema Teatro Orfeo.
Amante dello sport e della modernità, promosse la nascita della Coppa Salsi, la prima competizione calcistica della Campania.
Sostenne lo sviluppo dell'FC Naples, dal quale, nel 1922, per fusione con l’Unione Internazionale Napoli, nacque l’Internaples, che modificò la denominazione in A.C. Napoli il 26 agosto 1926 (oggi, SSC Napoli)
Fu tra i fondatori, insieme a Cesare Cancelli, Gennaro Cangiullo, Ferdinando Olia, Carlo Cunimberti, Remo Bozza ed Ector Bayon, nel 1905 del Circolo Rari Nantes Napoli, storica istituzione sportiva partenopea di cui fu il primo presidente.

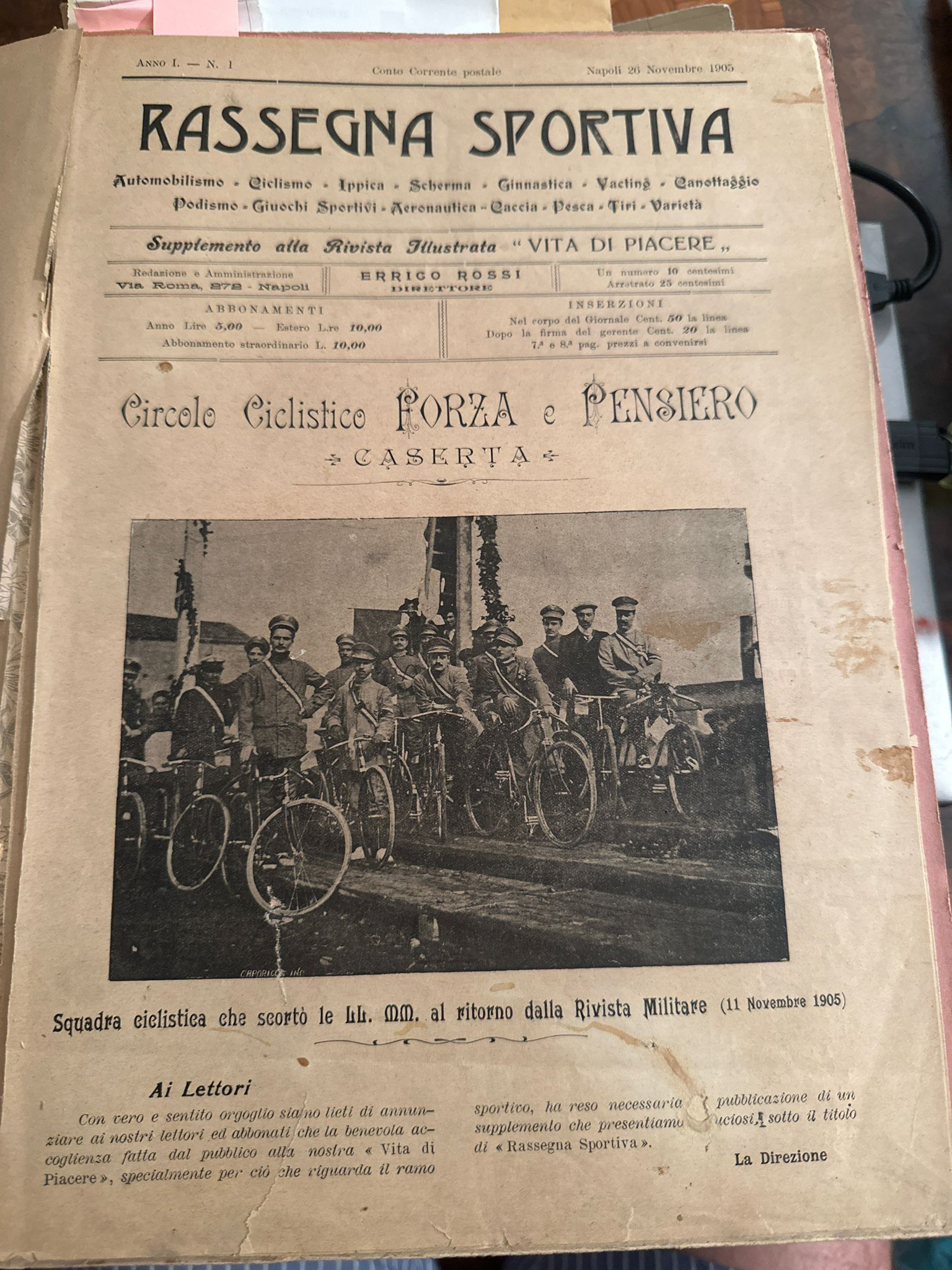
Rassegna sportiva - primo numero

Salsi fu anche editore e direttore de La Rassegna Sportiva, considerata il primo periodico sportivo del Mezzogiorno, attento non solo allo sport, ma anche alla società, al costume e alla fotografia. La sua visione anticipava un'idea moderna di cultura sportiva, come motore educativo e identitario.